# Stan Douglas
Pour les articles homonymes, voir Douglas.
Stan Douglas, né le 11 octobre 1960 à Vancouver, est un artiste canadien.

## Biographie
Stan Douglas naît le 11 octobre 1960 à Vancouver. Il réalise des installations faisant appel à la vidéo et à la photographie. Il étudie au Emily Carr University of Art and Design au début des années 1980.
En 2012, il reçoit le Infinity Award for Art. En 2020, il est choisi par un comité d'experts en art contemporain pour représenter le Canada à la 59e édition de l'Exposition internationale d'art contemporain de la Biennale de Venise.

## Récompenses et distinctions
- 1996 : Mies van der Rohe Stipendium, Kaiser Wilhelm Museum, Krefeld, Allemagne
- 1998 : Coutts Contemporary Art Foundation Award, Coutts Bank, Zurich
- 1999 : Gershon Iskowitz Prize, The Gershon Iskowitz Foundation et le Musée des beaux-arts de l'Ontario, Toronto, Canada
- 2001 : Arnold Bode Prize, Documenta, Cassel
- 2007 : Hnatyshyn Foundation Award, The Hnatyshyn Foundation, Ottawa, Canada
- 2008 : Bell Award in Video, Conseil des arts du Canada, Ottawa, Canada
- 2011 : Mayor's Arts Awards, Vancouver, Canada
- 2012 : Infinity Award, Centre international de la photographie, New York, États-Unis
- 2013 : Scotiabank Photography Award, Toronto, Canada
- 2016 : Prix de la Fondation Hasselblad
- 2019 : Prix Audain, Audain Art Museum, Whistler, Canada[5]
- 2024: Ordre du Canada[6]